# Colostygia ferrata
Colostygia ferrata là một loài bướm đêm trong họ Geometridae.